# سباستین کاررا
سباستین کاررا (انگلیسی: Sebastián Carrera؛ زادهٔ ۲۵ مهٔ ۱۹۷۸) بازیکن فوتبال اهل آرژانتین است.
از باشگاه‌هایی که در آن بازی کرده‌است می‌توان به باشگاه فوتبال آستراس تریپولی، باشگاه فوتبال آرسنال ساراندی، باشگاه فوتبال رئال مورسیا، و باشگاه فوتبال آرژانتینوس جونیورز اشاره کرد.